# Hoya hollrungii
Hoya hollrungii är en oleanderväxtart som beskrevs av Otto Warburg. Hoya hollrungii ingår i släktet Hoya och familjen oleanderväxter. Inga underarter finns listade i Catalogue of Life.